# Calocosmus speciosus
Calocosmus speciosus är en skalbaggsart som beskrevs av Louis Alexandre Auguste Chevrolat 1862. Calocosmus speciosus ingår i släktet Calocosmus och familjen långhorningar.
Artens utbredningsområde är Kuba. Inga underarter finns listade.